# Клан О'Донован

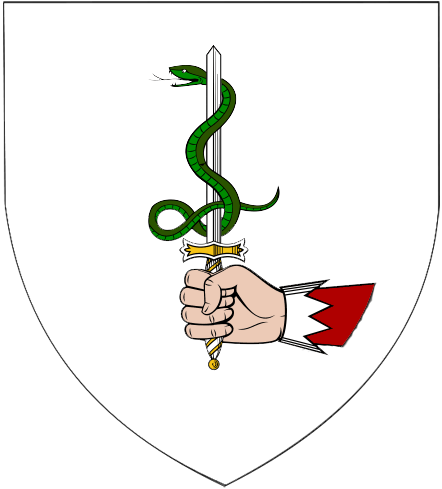
Герб вождів клану О'Донован.

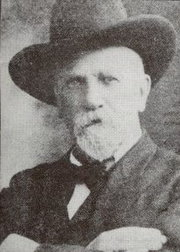
Джеремія О'Донован Росса — борець за свободу Ірландії.

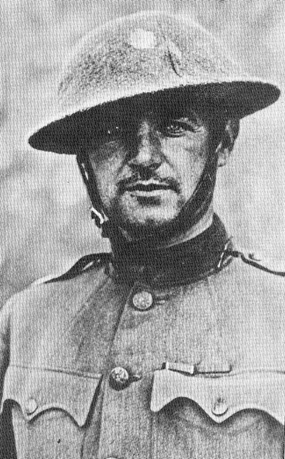
Вільям О'Донован — «Дикий Білл» на фронті Першої світової війни.

Клан О'Донован (ірл. Clan O'Donovan, Clan O Donnabháin) — клан О'Доннавайн — один з ірландських кланів. Назва клану походить від імені Донована — предка клану, що був вбитий у 977 році. Є різні варіанти написання назви клану. Ім'я Донован походить від ірландських слів донн (ірл. donn) — темно-коричневий та дув (ірл. dubh) — темний, чорний. В кінці зменшувальний суфікс -ан.
Виник від кланів:
- Кенел Лайппе (ірл. Ceinél Laippe)
- Ві Імайр (ірл. Uí Ímair)
- Мак Карті Ре (ірл. MacCarthy Reagh)

Титули вождів клану:
- Король Ві Фідгенті (ірл. Uí Fidgenti)
- Король Рессад (ірл. Ressad)
- Король Ві Кайрбре (ірл. Uí Cairbre)

Титули вождів септ клану:
- Лорд Кланкахілл (ірл. Clancahill)
- Лорд Кланлоулін (ірл. Clanloughlin)
- Лорд Мак Енслес (ірл. MacEnesles)
- Лорд Айвор (ірл. Ivor)

Час заснування клану: Х століття
Засновник клану: Доннубан мак Кахайл (ірл. Donnubán mac Cathail)
Останні вожді клану: Олаф О'Донован (ірл. Olaf O'Donovan), Донал II О'Донован (ірл. Donal II O'Donovan)
Нинішній голова клану: О'Донован Мор (ірл. O'Donovan Mor)
Різні септи клану мають однакові елементи на гербах, але відрізняються варіантами гербів та девізів. Септи мають такі девізи:
- Adjuvante Deo in hostes — Бог захистить від ворогів (лат.)
- Vir Super Hostem — Людина над ворогами (лат.)
- Giolla ar a-namhuid a-bu — Людина над ворогами назавжди (ірл.)
- In Deo faciemus Virtutem — З Богом я буду доблесним і доброчесним (лат.)
- Croom a boo — Кром до перемоги (ірл.)
- Imagines majorum as virtutem accendunt — Предки надихають нас бути сильними (лат.)

Клан О'Донован походить від Доннубана мак Кахайла (ірл. Donnubán mac Cathail) — короля невеликого васального королівства Ві Фідгенті (ірл. Uí Fidgenti), що жив у Х столітті. Він був споріднений з королівськими династіями невеликих королівств вікінгів Лімерік та Вотерфорд. Ці династії належали до клану вікінгів Ві Імайр (ірл. Uí Ímair). У 962 році Доннубан мак Кахайл прийшов до влади у своєму королівстві. До 1201 року, коли помер Амлайб Ва Доонубайн (ірл. Amlaíb Ua Donnubáin) клан панував у маленькому напівзалежному, а іноді і незалежному васальному королівстві Ві Хайрпре (ірл. Ui Chairpre), що було в землі та королівстві Манстер (Муму). У XIII столітті в королівстві Ві Хайпре запанував клан Мак Карті разом з деякими людьми з клану О'Донован, що переселилися з королівств Десмонд і Карбері, де клан О'Донован правив протягом кількох століть. Кілька септ клану О'Донован були автономними щодо клану Мак Карті і правили в Карбері як автономні дрібні королі. Майже 500 років після падіння гельських порядків в Ірландії та падіння незалежності Ірландії вожді септ клану О'Донован продовжували називати себе королями і були фактично незалежними від Англії. Сьогодні нащадки вождів клану О'Донован та вожді септ клану вважаються одними з провідних шляхетних ірландських родин.

## Дві Карбері: Ві Хайрпре Лімерік та Ві Хайрпре Корк
Боротьба за владу між різними кланами в королівстві Манстер (Муму) призвели до того, що клан О'Донован запанував в маленькому васальному королівстві Кайрбре Ева або Ві Хайрпре, що виникло на основі більш давнього королівства Ві Фідгенті. Ці королівства були розташовані на території нинішнього графства Лімерік. Протягом багатьох століть вони були союзниками клану Еогнахта, з яким вони були пов'язані спільним походженням від Айліля Фланн Бе (ірл. Ailill Flann Bec) — він же Айліль Аулом (ірл. Ailill Aulom). Ці дрібні королівства були васальними по відношенню до більш крупного регіонального королівства Манстер. Але вони не платили данину королям з клану Еогнахта, що мали резиденцію на горі Кашель — Горі Королів. У ранньому середньовіччі була складена поема про права клану О'Донован: «Dual d O Donnabáin Dhúin Cuirc

an tír si, na tír longphuirt;

fa leis gan cíos fon Maigh moill,

is na cláir síos co Sionoinn.»
(Для нащадків О'Донован — Дуйн Куйрк ця земля належить їм по праву і не акають вони платити данину за володіння долиною і рівниною до Шіонойнн.)
У минулому клан О'Донован володів досить значними територіями в нинішньому графстві Лімерік, але потім був потіснений кланом Дал г-Кайс та Фітцджеральдами у ХІІ — XIII століттях. Після 1169 року клан О'Донован був частково відтіснений в нинішнє графство Керрі, але продовжував володіти своїми давніми землями Кром та Брурі. Переселення багатьох людей з клану О'Донован в землі графства Корк відбулось у кінці XIII століття в першу чергу завдяки їх зв'язкам з септою клану Мак Карті — Мак Карті Ре. Клім того клан О'Донован підтримував дружні зв'язки з септами Мак Карті Мор та Мак Карті Маскрі, а також з графами Десмонд та графами Кілдер. Клан О'Донован в Карбері утворив септи О'Койлен (ірл. Ó Coileáin) та Ві Хонайлл Габра (ірл. Uí Chonaill Gabra). Багато людей з клану О'Донован стали називатися Корка Лайде (ірл. Corca Laidghe), хоча вони абсолютно не споріднені з нащадками Еогана Мора.
Пізніше принци Карбері (Кайрбре) були прийняті в клан Мак Карті Ре. Між кланами О'Донован та Мак Каррті склалися якісь особливі стосунки. Про причини виникнення цих стосунків історія мовчить. Одна з септ клану О'Донован, що жила в Карберрі утворила клан Кахайл (ірл. Clann Cathail). Цей клан полатив на диво мізерну, іноді символічну орендну плату клану Мак Карті.

## Епоха Нордів
Клан О'Донован пов'язаний з родом вікінгів Івара, що був королем колонії вікінгів в Лімеріку, що утворили клан по зразку ірландських — Ві Імайр. З дочкою короля Ві імайр одружився вождь клану О'Донован — Доннубан мак Кахайл (ірл. Donnubán mac Cathail) — король Ві Фідгенті. Вплив вікінгів на клан О'Донован був значним протягом наступних 300 років.
Доннубан мак Кахайл був одним з головних персонажей тодішньої ірландської історії — він був головним ворогом Махгамайна мак Кеннетіга (ірл. Mathgamain mac Cennétig) та його брата Біона Бору (ірл. Brian Bóruma) — майбутнього верховного короля Ірландії у подіях, що ввійшли в історія як війна Когад Гедел ре Галлайб (ірл. Cogad Gáedel re Gallaib). Він несе принаймні часткову відповідальність за смерть Махгамайна, Браяна, Харальда Іварсона (Аральта мак Імайра) — новообраного короля вікінгів Манстера в 978 році під час битви Кахайр Куан (ірл. Cathair Cuan). Але не дивлячись на це син Доннубана — Кахайл мак Доннубайн (ірл. Cathal mac Donnubáin) у 1014 році був одним з королів та вождів кланів з Манстера, які підтримали Бріана Бору під час битви під Клонтрарфом.
Ще одна особа пов'язана з кланом О'Донован — Доннубан мак Імайр (ірл. Donndubán mac Ímair - Ivarsson) з Вотерфорду — син Івара Вотерфордського, імовірно, син дочки Доннубана мак Кахайла. Згадується кілька разів в ірландських літописах у зв'язку з сутичками та вбивствами. Сам був витий десь близько 996 року.
Нарешті, Амлайб Ва Доннубайн (ірл. Amlaíb Ua Donnubáin) — останній з відомих королів Ві Хайрпре Ебда. Був вбитий Вільямом де Бургом (ірл. William de Burgh) та синами Домналла Мора Ва Ьріайна у 1201 році. Вважається, що клани Кахайл, Анейсліс, Лафлін виникли від клану Рагналл Ва Доннубайн, що був споріднений з Амлайбом. З 1300 років більшість людей клану О'Донован переселилися з їх історичних земель на яких вони жили до того як мінімум 1000 років на інші землі. Багато людей з гілки Ві Хайрпре переселилися в області Карбері і об'єдналися з гілкою О'Донован Корка Лайдге. Із тих сімей з клану О'Донован, що лишилися жити в Лімеріку після XIII століття мало хто вижив.